# Oncometopia capricornis
Oncometopia capricornis är en insektsart som beskrevs av Schröder 1960. Oncometopia capricornis ingår i släktet Oncometopia och familjen dvärgstritar. Inga underarter finns listade i Catalogue of Life.